# المتنزه الوطني بيت غوفرين
المتنزه الوطني بيت غوفرين-ماريشا هو متنزه وطني يقع في وسط إسرائيل في بيت جبرين على بعد 13 كيلومترًا من كريات غات. يحتوي المتنزه على أنقاض مدينتي ماريشا، واحدة من المدن الهامة في مملكة يهوذا أثناء فترة الهيكل الأول، وبيت غوفرين، وهي مدينة هامة خلال العصر الروماني، وكانت تعرف حينها باسم «إليوثيروبوليس».
وتعود الآثار المكتشفة في الموقع لمقبرة يهودية كبيرة، ومدرج روماني بيزنطي، وكنيسة بيزنطية، وحمامات عامة، وفسيفساء، وكهوف دفن.